# 바이짜이 대교
바이짜이 대교(베트남어: Cầu Bãi Cháy / 梂𡓁𤈜)는 베트남 꽝닌성 할롱시에서 18번 고속도로를 따라 홍가이와 바이짜이를 동서로 연결하는 사장교이다. 바이짜이 대교는 끄으룩 만과 할롱 만을 나누는 끄으룩 해협 위에 걸쳐져 있다. 바이짜이 대교는 베트남 최초로 중심선 사장교 방식으로 건설되었다. 2006년 12월 2일, 개통식 당시에는 베트남에서 가장 긴 중심 케이블 폭으로 기록을 세웠다.

## 세부 기술
- 건설기간: 2006년 11월 30일까지 40개월
- 스팬 : 5 스팬, 주폭은 435m
- 이동 너비 : 150m
- 적재 : 일본 표준 A급
- 비용 : VND 1046억
- 소유자 : 운송부, 소유자 대표 : 프로젝트 관리 단위 18-PMU18
- 설계감리 : 일본의 교량 및 구조물 연구소
- 건설 계약자 : 시미즈 - 미쓰이 스미토모 건설

## 사진

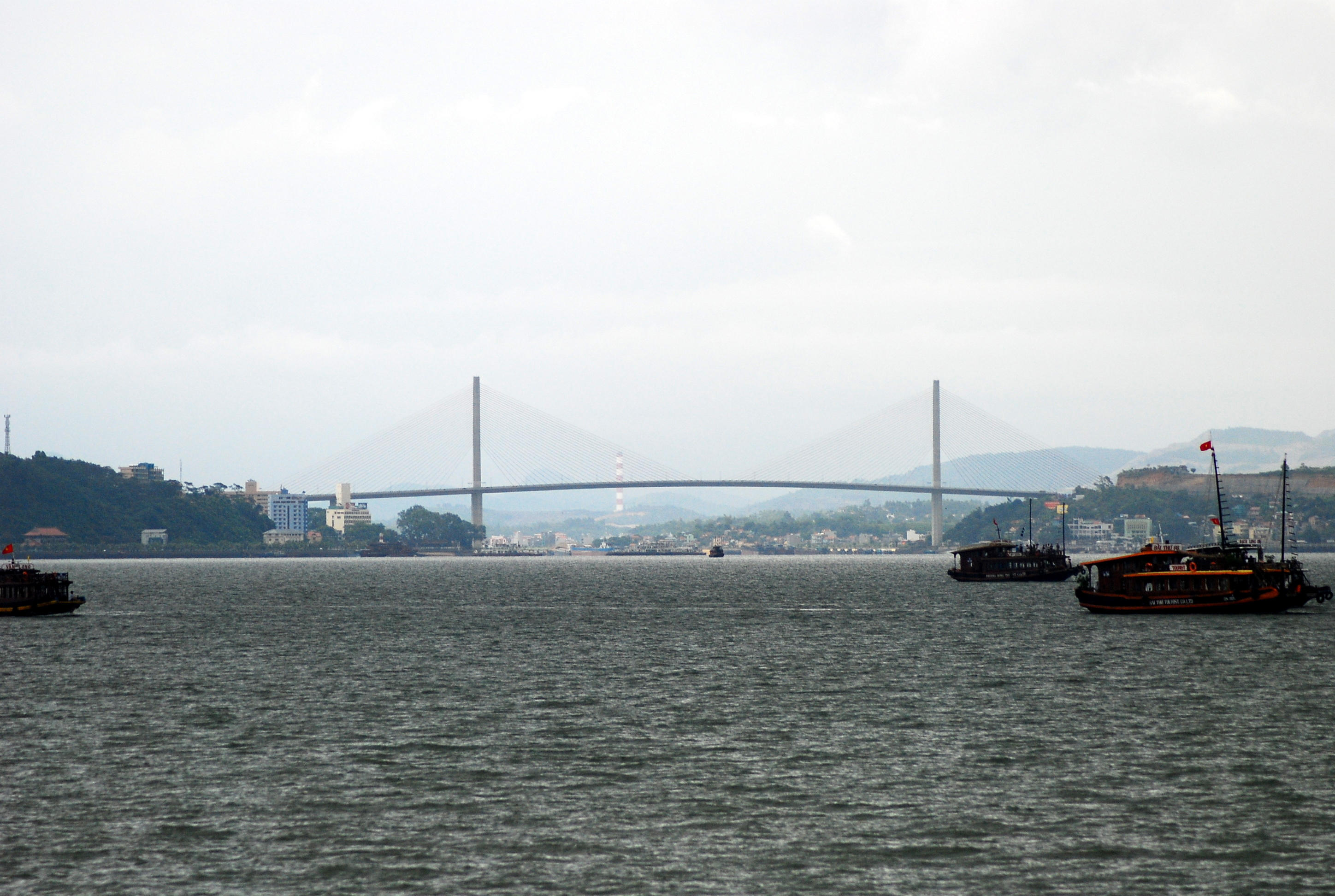
원거리 촬영 뷰
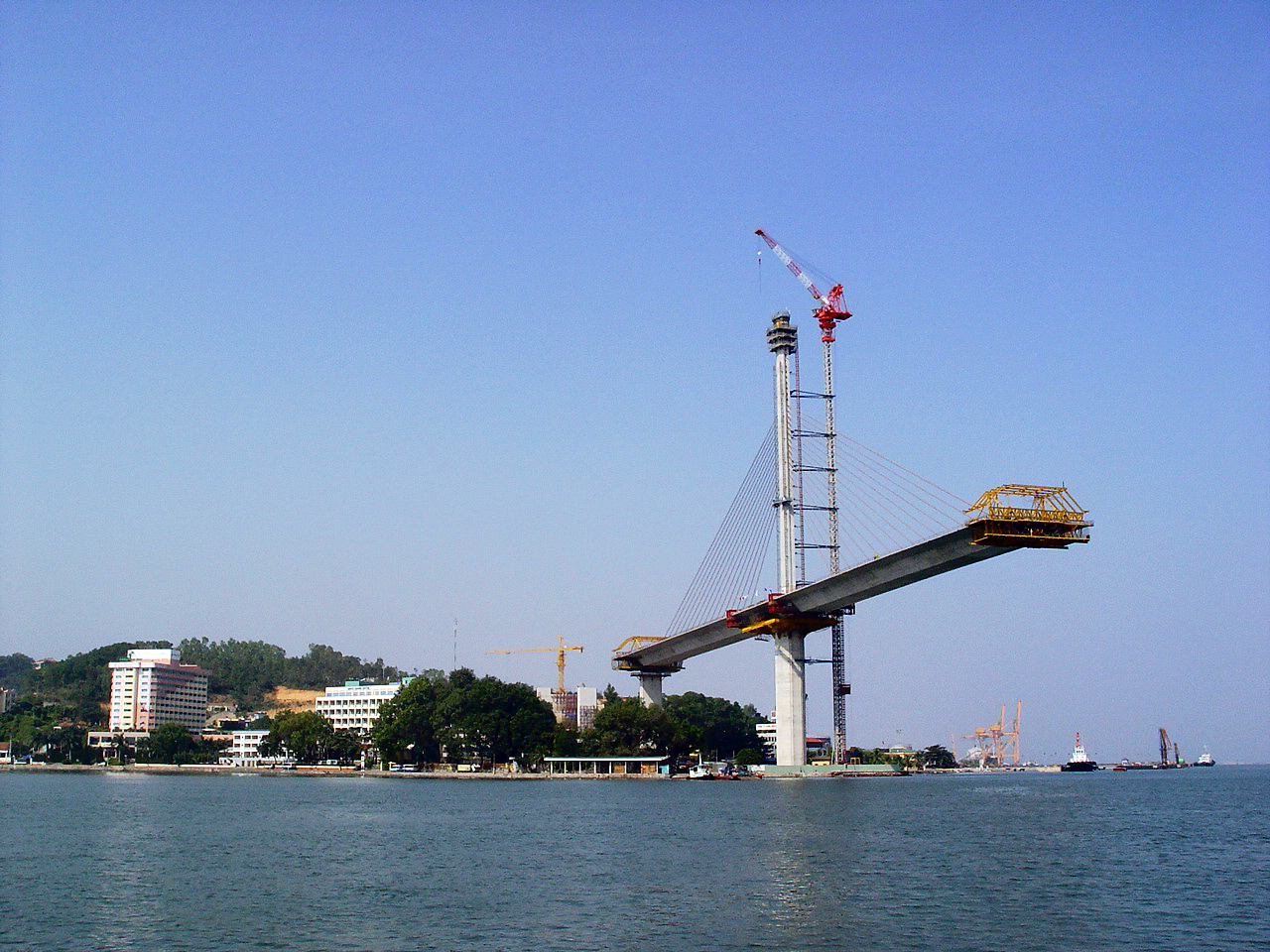
건설 기간의 바이짜이 대교
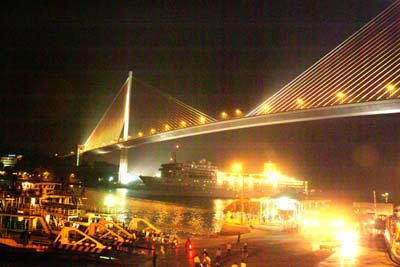
바이짜이 대교 야경

## 같이 보기
- 하롱베이